# Michele Maffei
Michele Maffei (Roma, 11 novembre 1946) è un ex schermidore, maestro di scherma e dirigente sportivo italiano, specializzato nella sciabola.

## Biografia
Nel 1966 partecipa ai Mondiali giovanili di Vienna e l'anno dopo a quelli assoluti di Montréal.
Ha partecipato alle seguenti edizioni dei Giochi olimpici:
- XIX Olimpiade nel 1968 a Città del Messico - argento sciabola a squadra con Vladimiro Calarese, Pierluigi Chicca, Rolando Rigoli e Cesare Salvadori; 7° fioretto a squadra
- XX Olimpiade nel 1972 a Monaco - oro sciabola a squadra con Rolando Rigoli, Mario Tullio Montano, Mario Aldo Montano e Cesare Salvadori, 4° sciabola individuale
- XXI Olimpiade nel 1976 a Montréal - argento sciabola a squadra con Mario Tullio Montano, Tommaso Montano, Angelo Arcidiacono e Mario Aldo Montano, 6° sciabola individuale
- XXII Olimpiade nel 1980 a Mosca - argento sciabola a squadra con Giovanni Scalzo, Mario Aldo Montano e Marco Romano; 5° sciabola individuale

Ha partecipato in tutto a 12 edizioni dei Campionati del mondo, conquistando la medaglia d'oro individuale nel 1971 a Vienna.
Ai campionati del mondo ha vinto un totale di 10 medaglie.
Ha partecipato nello stesso periodo alle Universiadi del 1970 a Torino e ai Giochi del Mediterraneo (tenutisi nel 1975 ad Algeri e nel 1979 a Spalato).
Nel 1973 si diploma al 5º Corso dei Maestri dello Sport ed inizia a lavorare al CONI.
Nel 1974 entra nei Carabinieri.
Dal 1987 al 1992 è stato segretario generale della Federazione Italiana Sport Disabili.
Come dirigente del CONI ha ricoperto diversi incarichi. È stato Segretario Generale della Federazione Medico Sportiva Italiana dal 1998 al 1999 e Segretario Generale della Federazione Italiana Scherma dal 1999 al 2003.
È stato sino al 2011 Segretario Generale della Federazione Ginnastica d'Italia.
Ha insegnato scherma presso la Facoltà di Scienze Motorie presso l'Università degli studi dell'Aquila.
È membro della Commissione Tecnica dell'Accademia Nazionale di Scherma di Napoli, Ente morale che rilascia le qualifiche di Istruttore Nazionale e di Maestro di scherma. Dal 2025 è componente della Commissione Onorificenze della Federazione Italiana Scherma.

## Palmarès
In carriera ha ottenuto i seguenti risultati:
Giochi olimpici
Individuale
A squadre
- Oro nella sciabola a Monaco di Baviera 1972
- Argento nella sciabola a Città del Messico 1968
- Argento nella sciabola a Montréal 1976
- Argento nella sciabola a Mosca 1980

Mondiali
Individuale
- Oro nella sciabola a Vienna 1971
- Bronzo nella sciabola ad Amburgo 1978
- Bronzo nella sciabola a Clermont-Ferrand 1981

A squadre
- Argento nella sciabola a Grenoble 1974
- Argento nella sciabola a Melbourne 1979
- Argento nella sciabola a Roma 1982
- Bronzo nella sciabola a Vienna 1971
- Bronzo nella sciabola a Göteborg 1973
- Bronzo nella sciabola ad Amburgo 1978
- Bronzo nella sciabola a Vienna 1983

Mondiali militari
Individuale
- Oro nel fioretto a Palermo 1967
- Argento nella sciabola a Ljungbyhed 1971

A squadre
- Oro nella sciabola a Ljungbyhed 1971
- Argento nella sciabola a Palermo 1967
- Argento nel fioretto a Palermo 1967

Universiadi
Individuale
- Argento nella sciabola a Torino 1970

A squadre
- Bronzo nella sciabola a Torino 1970

Campionati italiani
Individuale
- Oro nella sciabola nel 1971
- Oro nella sciabola nel 1976
- Oro nella sciabola nel 1978
- Oro nella sciabola nel 1980
- Argento nella sciabola nel 1975

A squadre
- Oro nella sciabola nel 1975